# Sophie Dusautoir Bertrand
Sophie Dusautoir Bertrand (* 5. Juni 1972 in Andorra la Vella) ist eine andorranische Skibergsteigerin.
Dusautoir Bertrand begann 2002 mit dem Skibergsteigen und nahm mit der Teilnahme an der Cronoescalada Pas de la Casa 2005 erstmals an einem Wettkampf in der Sportart teil.

## Erfolge (Auswahl)
- 2006: 2. Platz bei der Spanischen Meisterschaft Vertical Race

- 2007:
  - 4. Platz bei der XX. Traça Catalana
  - 7. Platz bei der Europameisterschaft Skibergsteigen Staffel mit Neus Tort Gendrau und Ariadna Tudel Cuberes
  - 8. Platz bei der Europameisterschaft Vertical Race

- 2008:
  - 2. Platz bei der Patrouille des Glaciers mit Marie Troillet und Rico Elmer
  - 9. Platz bei der Weltmeisterschaft Vertical Race